# مدرسة المقامرة (أنمي)
مدرسة المقامرة (賭ケグルイ) أو كاكيغوروي مسلسل أنمي ياباني مقتبس من مانجا تحمل نفس العنوان كتبها هومورا كاواموتو ورسمها تورو ناومورا. المسلسل التلفزيوني الأنمي متحرك بواسطة مابا. تم بثه من يوليو إلى سبتمبر 2017 على تلفزيون طوكيو متروبوليتن، MBS وتم تسمية الجزء الثاني مدرسة المقامرة ×× تم بثه من يناير إلى مارس 2019 أدوارهم، وعاد الموظفون للموسم الثاني. نتفليكس بدأ بث المسلسل في عام 2018.

## تاريخ

### تطوير
مدرسة المقامرة هي سلسلة أنمي مقتبسة من مانغا تحمل نفس العنوان كتبها هومورا كاواموتو ورسمها تورو ناومورا. تم إنتاج المسلسل التلفزيوني الأنمي من قبل مابا.
تم إصدار مقاطع الفيديو الموسيقية للموضوعات الافتتاحية والختامية في عام 2017.

### إصدار الموسم الأول
تم بث الموسم الأول من مدرسة المقامرة في الفترة من 1 يوليو إلى 23 سبتمبر 2017 على تلفزيون طوكيو متروبوليتن و MBS وقنوات أخرى. أخرج يويشيرو هاياشي المسلسل، وتولى ياسوكو كوباياشي النصوص، وتولى مانابو أكيتا تصميمات الشخصيات. قام Technoboys Pulcraft Green-Fund بتأليف موسيقى المسلسل. الموضوع الافتتاحي هو «تعامل مع الشيطان», تؤديه تيا. D- التحديدات نفذت موضوع النهاية "LAYon-theLINE". تم ترخيص الموسم الأول وبثه بواسطة نتفليكس، لأول مرة في عام 2018, واستمر لمدة 12 حلقة. استحوذت Anime Limited على المسلسل لإصداره على الفيديو المنزلي في المملكة المتحدة وأيرلندا.
فيما يتعلق باستقبال الموسم الأول، أعطى Collider إصدار سلسلة الأنمي على نتفليكس مراجعة سلبية، على الرغم من أنه لاحظ أنه تم تقديمه لمحبي المقامرة والشخصيات الجنسية. حول الموسم الأول للأنمي، كتب GoombaStomp أن «مدرسة المقامرة هو في بعض الأحيان أنمي سخيف، وغالبًا ما يكون مسكرًا وله جميع مقومات شيء مميز حقًا... بغض النظر عن أوجه القصور فيه، فإن مدرسة المقامرة يستحق المشاهدة فقط من أجل نوبات القمار التي تجتاحه وحدها.»

### إصدار الموسم الثاني
في أغسطس 2018, أُعلن أن الموسم الثاني من مدرسة المقامرة سيبدأ في اليابان في يناير 2019. موسم ثان بعنوان مدرسة المقامرة ×× يُذاع من 8 يناير إلى 26 مارس 2019. أعاد فريق العمل تمثيل أدوارهم، وعاد الموظفون للموسم الثاني. انضم كيوشي ماتسودا إلى يوتشيرو هاياشي كمخرج للموسم الثاني. في الموسم الثاني من الأنمي، عمل ياسوكو كوباياشي ومانابو أكيتا ككاتب ومصمم شخصيات على التوالي، مع مابا يتعامل مع الرسوم المتحركة للموسم الثاني أيضًا. تمت إضافة ميتسكي سايغا إلى فريق الموسم الثاني، معبراً عن الشخصية الجديدة ميلوسلافا هونبامي. الأغنية الرئيسية الافتتاحية للموسم الثاني هي "Kono Yubi Tomare" (コノユビトマレ) تؤديها جونا، بينما موضوع النهاية هو "AlegriA" الذي تؤديه D-Selections. استمر الموسم الثاني لمدة 12 حلقة.
ووفقا ل Thrillist, بثت مدرسة المقامرة XX على نيتفليكس في عام 2019.

## الطاقم
- ساوري هايامي بدور يوميكو جابامي
- ميوكي ساواشيرو في دور كيراري موموبامي
- مينامي تاناكا بدور ماري ساوتومي
- تاتسويا توكوتاكي بدور ريوتا سوزوي
- يوكي واكاي بدور إتسوكي سومراجي
- كارين نانامي بدور Yuriko Nishinotōin
- ماريا إيسي بدور ميداري إيكيشيما
- يو سيريزاوا بدور يوميمي يوميمايت
- توموكازو سوغيتا بدور Kaede Manyūda
- مايو أدونو بدور رونا يوموزوكي
- أياكا فوكوهارا بدور ساياكا إيغاراشي
- ميتسكي سايغا بدور ميلوسلافا هونيبامي

## روابط خارجية
- مقالات تستعمل روابط فنية بلا صلة مع ويكي بيانات

- الموقع الرسمي (باليابانية)
- مدرسة المقامرة ×× الحساب الرسمي على تويتر على تويتر.
- مدرسة المقامرة (أنمي) (أنمي) في شبكة أخبار الأنمي